# 낙제닌자 란타로
낙제닌자 란타로(일본어: 落第忍者乱太郎)는 1986년부터 4~6월, 10~12월에 매일 3 페이지씩 연재되고 있는, 아마코 소베 원작의 닌자개그 만화다. 제목에 이름이 나오는 란타로가 주인공이다.
투니버스에서 방영하고 있는 닌자보이 란타로(원제 닌타마 란타로)의 원작이다.

## 개요
단행본은 14권까지는 매월 발행, 15권 이후는 1년에 2권씩 출간하고 있다. 2008년 10월 현재 44권까지 발행, 계속 출간할 예정.
무대는 무로마치 시대 말기로 설정되어 있어 등장하는 닌술도 역사적 자료에 기록된 것을 토대로 하지만, 자동 판매기나 손목시계, 카타카나 등 현대의 물건이나 언어도 가끔 등장. 개그 만화로서의 성격이 가능하다.
캐릭터가 만화컷의 뒤에서 나타나고, 컷의 테두리를 뜯는 것도 큰 특징의 하나이다. 또, 작가인 아마코 소베가 만화안에 등장하거나 작가를 표현하는 캐릭터가 등장하기도 한다.
등장 캐릭터의 이름은 주로 작가의 출신지의 지명 또는 실존인물의 이름에서 유래한다.
애니메이션판과의 큰 차이점은 아래와 같은 3개다.
1. 원작은 애니메이션에 비해 인물의 등신이 작다.(1학년은 2.5등신 정도) 또 애니메이션에서 디자인이나 성격이 큰폭으로 바뀐 캐릭터도 많다.
2. 원작에선 당시의 시대관을 반영한 스토리나 있어 엄격한 세계관도 엿볼 수 있다.
3. 애니메이션에서는 원작에서의 패러디가 짤렸다.

## 배경스토리
시대는 전국시대. 조상 대대 평닌자의 혈통인 란타로는, 아버지의 권유로닌자학원에 입학해, 초일류 엘리트 닌자가 되기 위해 공부한다. 그러나, 친구인 키리마루, 신베와 함께 항상 성적은 낙제점. 추가시험, 보충 수업은 필수. 이 3인조는 항상 사건에 휘말린다.

## 등장하는 성
- 아카토키성

37권에 등장. 이름의 유래는 새벽녁.
사이가 좋은 성：오마가트키성
사이가 나쁜 성：타소가레도키성
- 아미타케성

7권에 등장.나라타케성의 근처에 있는 성.영주는 77세.나라타케성의 공주(66세)를 신부로 엉고, 나라타케성과 동맹을 맺는다.
사이가 좋은 성：나라타케성
사이가 나쁜 성：도쿠타케성
- 우스타케성

24, 32권에 등장. 카와타케마을에 진을 쳐, 히다하타케성과 싸움을 하고 있었다
사이가 좋은 성：?
사이가 나쁜 성：히다하타케성
- 에고노키타케성

21, 34권에 등장. 가까운 곳에는 소폰타케성, 체미다레아미타케성이 있다. 도쿠타케, 소폰타케가의 싸움에 말려 들어갈 뻔했다.
사이가 좋은 성：체미다레아미타케성
사이가 나쁜 성：도쿠타케성, 산코타케성, 소폰타케성
- 에노키성

1, 2, 28, 34권에 등장. 긴 시간 동안 나메코성과 싸움을 하였다. 그 후 화해를 한다.
사이가 좋은 성：나메코성
사이가 나쁜 성：드쿠타케성
- 오마가토키성

37·42권에 등장. 타소가레도키성과의 싸움으로 성을 무너뜨리기 직전까지 만들었다.
그 후 타소가레드키성과는 공식상으론 사이가 나쁜 성이지만, 뒤에선 성주끼리 약속을 주고 받아, 은밀하게 동맹을 맺고 있다.
사이가 좋은 성：아카트키성
사이가 나쁜 성：타소가레도키성
- 오시로이시메지성

23, 30권에 등장. 싸움을 좋아하는 나쁜 성의 하나. 아타카선의 설계도, 암호표를 노리고 있었다.
사이가 좋은 성：?
사이가 나쁜 성：?
- 오니타케성

17, 32 ,35권에 등장. 호우키타케성과 싸움을 하고 있다.
사이가 좋은 성：?
사이가 나쁜 성：도쿠타케성, 호우키타케성
- 카라스타케성

28권에 등장.
사이가 좋은 성：?
사이가 나쁜 성：도쿠타케성, 에노키성
- 카와키타케성

36권에 등장.
사이가 좋은 성：?
사이가 나쁜 성：?
- 키쿠라게성

3, 17권등장.
사이가 좋은 성：?
사이가 나쁜 성：?
- 쿠사우라베니타케성

23권에 등장. 아타카선의 설계도, 암호표를 노리고 있던 나쁜 성의 하나.
사이가 좋은 성：?
사이가 나쁜 성：?
- 쿠모노코성

1권에 등장. 란타로들이 학원 입학 후, 처음으로 잠입한 성이다.
사이가 좋은 성：?
사이가 나쁜 성：
- 산코타케성

21, 34권에 등장. 싸움을 좋아하는 나쁜 성의 하나.
사이가 좋은 성：소폰타케성
사이가 나쁜 성：도쿠타케성, 에고노키타케성, 체미다레아미타케성
- 시이타케성

1권에 등장.
사이가 좋은 성：송이 버섯성
사이가 나쁜 성：?
- 시메지성

1권에 등장. 표고버섯성에 밀서를 보내기 위해서 닌자를 사용했다. 그러나 그 닌자는 밀서를 화장지 대신에 사용해 버렸다.
사이가 좋은 성：표고버섯성
사이가 나쁜 성：
- 쇼우로성

4권에 등장.
사이가 좋은 성：?
사이가 나쁜 성：도쿠타케성
- 스폰타케성

21, 34, 41권에 등장. 도쿠타케 같이 나쁜 성의 하나.
사이가 좋은 성：산코타케성
사이가 나쁜 성：에고노키타케성, 체미다레아미타케성
- 세미타케성

7권에 등장. 지금은 없는 성. 20년전에 도쿠타케성에게 함락당했다.
사이가 좋은 성：?
사이가 나쁜 성：도쿠타케성, 마트호드성
- 타케노코성

5권에 등장. 어느 암살자에 의해, 이 성에 속하는 야마다라고 하는 가신이 생명을 표적이 되고 있었다.
(그 암살자는 야마다 선생을 가신이라고 착각했다.)
사이가 좋은 성：?
사이가 나쁜 성：?
- 타소가레도키성

37, 42권에 등장.
사이가 좋은 성：?
사이가 나쁜 성：드크타케성, 오마가트키성, 아카트키성
- 챠미다레아미타케성

21, 36, 41, 42권등장. 싸움에 강하고, 무술 대회를 열 정도의 무술을 좋아하는 사람.
그 때문에 소폰타케를 비롯해 많은성에게서 표적이 되고 있다.
사이가 좋은 성：에고노키타케성
사이가 나쁜 성：도쿠타케성, 소폰타케성, 산코타케성
- 츠루타케성

9, 32권에 등장.
사이가 좋은 성：?
사이가 나쁜 성：히라타케성
- 도쿠아지로가사성

27, 30, 33, 39권에 등장.도쿠타케 성과 같이, 나쁜 성의 하나.
사이가 좋은 성：?
사이가 나쁜 성：?
- 도쿠사사코성

7, 26, 36, 39권에 등장.적이 많은 도쿠타케성이 유일하게 손잡고 있는 성.
사이가 좋은 성：도쿠타케성
사이가 나쁜 성：나라타케성(그 외 다수)
- 도쿠타케성

2, 6, 14, 15, 17권등 엄청나게 많이 등장. 싸움을 좋아하는 악명높은 성.
도쿠타케성의 등장인물
- 나메코성

2, 41권에 등장.
사이가 좋은 성：에노키성
사이가 나쁜 성：도쿠타케성
- 나라타케성

7, 26권에 등장.
사이가 좋은 성：아미타케성
사이가 나쁜 성：도쿠타케성, 도쿠사사코성
- 나루토성

5권에 등장. .
사이가 좋은 성：?
사이가 나쁜 성：도쿠타케성, 마이타케성
- 히다하타케성

24, 38권에 등장. 코마츠다가 닌자대 취직시험에 응모한 성(결과는 불합격).
사이가 좋은 성：?
사이가 나쁜 성：우스타케성
- 히라타케성

9권에 등장.
사이가 좋은 성：?
사이가 나쁜 성：트르타케성
닌자：형제 닌자·형＆제(가칭)
- 베니타케성

10권에 등장. 산속에 있는 작은 성.
사이가 좋은 성：?
사이가 나쁜 성：?
- 호우키타케성

17, 35권에 등장.
사이가 좋은 성：?
사이가 나쁜 성：도쿠타케성, 오니타케성
- 호테이타케성

35권에 등장.
사이가 좋은 성：?
사이가 나쁜 성：?
- 마이타케성

5, 28, 36, 41, 42권에 등장. 매번 란타로들에게 도움을 받고 있다.
사이가 좋은 성：?
사이가 나쁜 성：드크타케죠, 나루토성
- 마츠호도성

7권에 등장. 지금은 없는 성. 70년전에 세미타케성과의 싸움에서 져 함락당했다.
사이가 좋은 성：?
사이가 나쁜 성：세미타케성
- 야케아톳무타케성

23, 29권등장. 나쁜 성의 하나. 아타카선의 설계도·암호표를 노리고 있었다. 효고수군의 적.
사이가 좋은 성：?
사이가 나쁜 성：?

## 등장하는 마을·지명 등

### 촌
- 소노다 마을

42권에 등장. 오마가토키성의 영지였던 마을이었지만 현재는 타소가레도키성의 영지가 되어 있다. 작은 마을이지만 자치 조직을 만들어 영주에게 대항 할 수 있게 되었다.
- 사타케 마을

39, 42권에 등장.
- 카토 마을

14권에 등장. 단조가 살고 있는 마을. 단조의 친가는 중세의 운송업자를 경영하고 있다.
- 카와타케마을

24권에 등장.
- 산중마을

9권에 등장.
- 항뢰촌

3, 28권등에 등장.
- 오다무라

3, 25권에 등장.
- 요시다무라

1권에 등장. 류오마루가 아내와 함께 은둔생활을 하고 있는 시골마을.

### 버섯ㅇㅇ
- 버섯산

5, 8, 29, 36권등장. 닌자학원의 훈련에 잘 사용되고 있다.
- 버섯골짜기

30, 34권에 등장. 벚꽃의 명소라고 알려져 여러성이 자주 꽃놀이에 이용하고 있다.